# Instituto Catón
El Instituto Cato (del inglés: Cato Institute), que toma su nombre de las Cartas de Catón, es un laboratorio de ideas con sede en Washington D. C.; no afiliado a partidos políticos y con personalidad jurídica como organización sin ánimo de lucro. Se dedica al cabildeo y según lo que sostienen en su propia página busca la promoción de políticas públicas que sean consistentes con los principios de libertad individual, gobierno limitado, mercados libres y paz, desde un punto de vista generalmente percibido como libertario o pro laissez faire.
El Instituto fue fundado en 1977 en San Francisco, California por Edward H. Crane e inicialmente financiado por Charles G. Koch. Estuvo en estos años relacionado con los inicios del Partido Libertario. El nombre hace referencia a las Cartas de Catón y fue propuesto por Murray Rothbard miembro fundador y directivo que luego salió por problemas internos con la organización en 1981.
El Instituto Cato es un centro de análisis no-partidista, y las visiones de sus académicos no están consistentemente alineadas con ninguno de los dos partidos mayoritarios. Durante la "Revolución Conservadora" del Partido Republicano de Estados Unidos en los 80, se impulsó un acercamiento importante para rejuvenecer el partido conservador con elementos e ideas libertarias. Sin embargo su relación con los conservadores no ha sido del todo armoniosa, especialmente debido al enfrentamiento entre libertarios y el neoconservadurismo de la militancia republicana, por temas como la intervención militar, el gasto público, la guerra contra las drogas o las garantías constitucionales. Existe discusión respecto a su coincidencia en determinados puntos -sociales- con los progresistas del Partido Demócrata de los Estados Unidos, mientras en aspectos económicos y de otras políticas públicas existen grandes diferencias.
Durante las elecciones de EE. UU. de 2008, los académicos del Instituto cuestionaron a ambos candidatos principales, John McCain y Barack Obama. El instituto fue nombrado el quinto centro de análisis más influyente en el mundo en un estudio de la Universidad de Pensilvania en 2010. La misma investigación nombró al Cato «el máximo instituto para ideas innovadoras» del mundo en 2009.

## Investigación y publicaciones
Los temas principales que trata el Instituto son:
El papel del Estado, desregulación, desarrollo económico, política fiscal, privatización de la previsión social, guerra contra las drogas, inmigración, libre comercio, relaciones internacionales, medio ambiente, defensa y seguridad internacional.
Publicaciones
- El Instituto Cato publica un promedio de 10 a 12 libros por año en diversas áreas de políticas públicas. También publica la revista Regulation cada cuatro meses desde 1977, en la que critica las políticas regulatorias en la economía y la sociedad civil.
- El Instituto también hace boletines de políticas públicas, un Policy Report cada dos meses y el Cato Journal publicado tres veces al año.
- Cato Audio mensualmente publica pódcast con invitados especiales de los eventos en el instituto.
- Cato’s Letter, publicado cuatro veces al año, resalta un discurso importante de los eventos del instituto.
- Actualmente Cato tiene 130 000 miembros suscritos en estas publicaciones gratis.
- Página web: www.elcato.org es la página web en español del Cato Institute. Desde que fue iniciada en 1998, la página ha publicado artículos de opinión, ensayos, y estudios realizados por académicos del instituto y por otros libertarios conocidos internacionalmente sobre una extensa gama de tópicos referidos para Latinoamérica y el resto de los países hispanohablantes.

Académicos

El Instituto cuenta entre sus colaboradores a un importante grupo de expertos en estos temas entre los que se incluyen importantes académicos y figuras públicas.
- David Boaz
- Edward H. Crane
- Jagadeesh Gokhale
- Daniel T. Griswold
- Andréy Illariónov
- Brink Lindsey
- William A. Niskanen
- Tom G. Palmer
- Roger Pilon
- José Piñera
- Alberto Benegas Lynch (h)
- Alan Reynolds
- John Samples
- Jerry Taylor
- Ian Vásquez
- Will Wilkinson
- Sigrid Fry-Revere

## El Premio Milton Friedman
El Premio Milton Friedman para el Avance de la Libertad es un premio al mérito, que el Instituto otorga cada dos años a quienes considera que han realizado una contribución significativa al avance de la libertad humana. El premio incluye un reconocimiento pecuniario de USD 500 000.
||

| Año  | Ganador                | País        |
| ---- | ---------------------- | ----------- |
| 2002 | Peter Thomas Bauer     | Reino Unido |
| 2004 | Hernando de Soto Polar | Perú        |
| 2006 | Mart Laar              | Estonia     |
| 2008 | Yon Goicoechea         | Venezuela   |
| 2010 | Akbar Ganji            | Irán        |
| 2012 | Mao Yushi              | China       |
| 2014 | Leszek Balcerowicz     | Polonia     |
| 2016 | Flemming Rose          | Dinamarca   |
| 2018 | Damas de Blanco        | Cuba        |
| 2023 | Jimmy Lai              | China       |
| 2024 | Javier Milei           | Argentina   |

## Financiamiento
En su reporte anual del 2006, el Cato Institute reportó que tuvo ingresos de US$20,447,000. De los cuales un 74% fueron donaciones de individuos, 15% de otras fundaciones, 8% de programas y un 3% de corporaciones, de las que son públicas por ejemplo la tabacalera Philip Morris y la petrolera ExxonMobil.

## Críticas
El asunto de su financiamiento, junto con discrepancias sobre sus propuestas políticas, han sido los principales puntos de crítica hacia el Instituto Cato.
Lew Rockwell - presidente del Instituto Ludwig von Mises- nota que: "Encontré también que la mayoría del dinero de fundaciones tradicionales y corporaciones viene con condiciones impuestas “; sugiriendo que al aceptar dineros de organizaciones comerciales el Instituto Cato ha comprometido su independencia intelectual.
Esa sugerencia adquiere credibilidad como consecuencia de algunos hechos posteriores. A principios del 2012 se anunció que los controversiales hermanos David y Charles G. Koch -propietarios de Koch Industries, una de las empresas más grandes e influyentes en EE. UU.- comenzaron procedimientos legales contra el Instituto con el fin de obtener control de las acciones de uno de los otros propietarios, que murió recientemente. De acuerdo a la información, la acción legal expone una lucha por control sobre el instituto entre sus cuatro (incluyendo la viuda del accionista muerto) propietarios, lucha que últimamente tendría fines políticos.
Posteriormente se anunció que los hermanos Koch comenzaron un segundo juicio, esta vez directamente contra Edward Crane, presidente del Instituto, y siete otros directores, quienes, de acuerdo a la queja, habrían agregado otros directores al consejo directivo “con el propósito de hacer perder el derecho a voto (to disenfranchise) ciertos accionistas, es decir, Charles y David Koch”. La acción ha sido descrita como siendo parte de una tentativa, por parte de los hermanos, de hacer que el instituto sirva sus intereses partisanos. La sugerencia es negada por los hermanos.
Algunas organizaciones científicas que apoyan la legislación antitabaco han acusado a investigadores del Instituto Cato de utilizar afirmaciones o propuestas que llevan a error o son pseudocientíficas a fin de promover sus visiones.
En 1995 el instituto nombró copresidente de su proyecto para promover la libre elección en el sistema de seguridad social al economista chileno José Piñera, conocido por su rol en la generación e implementación de reformas neoliberales (basadas en la desregulación de la economía, del mercado laboral, de las pensiones y de otros servicios sociales) durante la dictadura militar de Augusto Pinochet, periodo durante el cual ejerció como ministro de Estado en las carteras de Trabajo y Previsión Social y Minería. Desde entonces, Piñera ha visitado alrededor de 80 países, 28 de los cuales han implantado Cuentas Personales de Jubilación siguiendo las directrices del "modelo Piñera".  Esta designación fue criticada en 1998 por un artículo publicado en el diario Investor's Business Daily por Larry Birns y Norman Solomon, como representantes de dos ONG. El motivo de la crítica, en este caso, no se relacionaba con las políticas económicas desarrolladas por Piñera y apoyadas por el Instituto, sino por su relación con las violaciones de derechos humanos por el régimen de Pinochet.

## Enlaces
- Página oficial del Instituto Cato (en inglés)
- Página oficial del Instituto Cato (en español)
- LibreMente, blog oficial del Instituto Cato

- Datos: Q1051256
- Multimedia: Cato Institute / Q1051256